# アルミーリャ空軍基地
アルミーリャ空軍基地（スペイン語：Base Aérea de Armilla）は、スペイン・アンダルシア州グラナダ県アルミーリャに所在するスペイン空軍の飛行場。
スペイン最古の飛行場の一つで、アンダルシア州最初の飛行場でもある。現在はヘリコプター・パイロット学校が置かれている。

## 歴史
1895年に気球によるこの地方での最初の飛行が行われる。当時、グラナダに近く離着陸に適した場所は平野が広がっていた郊外のアルミージャが選ばれた。1911年には飛行機による初飛行を前提とした航空祭が準備される。前例なきこの祭典は第一次世界大戦による空白期間を挟んだ翌年に再開される。アルミージャの一部の土地が基地として使用されるようになる。戦後まもなく第3次リーフ戦争により航空支援の必要性から恒久的な軍用飛行場として建設される。このためにグラナダ市議会は航空祭主催者が有していた土地を提供する。
1922年6月に飛行場は公式に開設される。飛行場には整備場や倉庫を有し、将兵のための兵営が構成されており、それぞれ17機の飛行船収容力を持つ格納庫2棟と通信施設があった。1925年にルイス・ダビラ・ポンセ・デ・レオンを記念してダビラ飛行場の名が与えられた。
第3次リーフ戦争後の1929年にはセビリア補助飛行場に変わる。その後、飛行場はセビリア・グラナダ間の民間旅客に開放される。スペイン内戦中は再度軍用に供され、1946年になってようやく完全国有の上で民間飛行に開放され、観光旅行や実用的商業規模を確立している。1950年代に飛行場は少しずつ拡張される。1952年に管制塔、1954年に民間航空のアビアコ（es:Aviaco）用の建屋、1955年にはエル・コペーロ陸軍基地（es:El Copero）からパイロット学校が移転している。しかし、航路の成功は限定的であり新型機就航が困難な滑走路距離の不足は否めず、新規飛行場建設の機運が巻き上がる。既に1960年代に入ると郊外のチャウチナとサンタ・フェ間でグラナダ空港の建設に着手していた。
1971年にパイロット学校がレウス空軍基地から移転する。そして、1972年に民間航空機能は新空港に移設される。1973年から1980年にかけて基地は空軍士官候補生選抜課程に専従していた。1980年にはヘリコプター・パイロット教育のために第78航空団が新編される。マドリード＝クアトロ・ビエントス空軍基地にあったパイロット教育機能はアルミーリャに移転が完了するまで継続した。2004年にはパトルーラ・アギラのヘリコプター版であるパトルーラASPAが編成される。

## 配置部隊
- 第78航空団（スペイン四軍のためのヘリコプター教育を担当）
- パトルーラASPA（ヘリコプター曲芸飛行隊）